# Olho (ciclone)

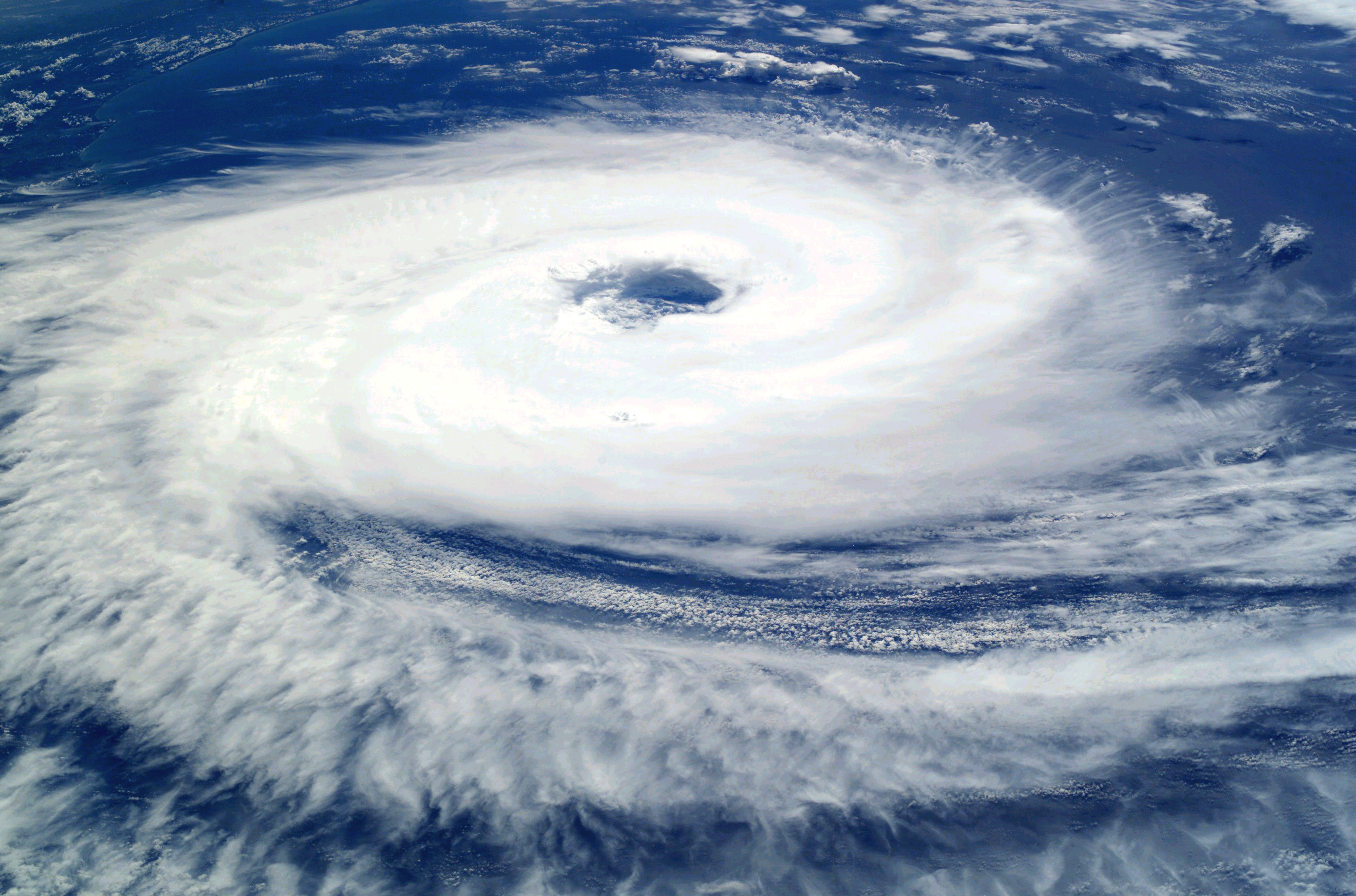
Olho do furacão Catarina, o primeiro furacão registrado no Atlântico Sul, em março de 2004.

O olho é uma região localizada no centro de ciclones tropicais fortes onde as condições climáticas são amenas. O olho de uma tempestade é uma região grosseiramente circular e geralmente com 30 a 60 km (20 a 30 milhas) de diâmetro. Está circundado pela "parede do olho", um anel de violentas trovoadas em que ocorrem os fenômenos climáticos mais severos de um ciclone. A menor pressão atmosférica do ciclone ocorre no olho, podendo ser ainda 15% inferior à pressão atmosférica do lado de fora da tempestade.
Em ciclones tropicais fortes, o olho é caracterizado por ventos moderados e céus limpos, e é rodeado em todos os lados por uma parede de olho muito alta e simétrica. Em ciclones tropicais mais fracos, o olho não é tão bem definido, e pode ser envolto pela cobertura de nuvens central densa, que é uma região de nuvens altas e densas que aparecem claramente em imagens de satélite.
Tempestades fracas ou desorganizadas podem também caracterizar-se de uma parede do olho que não circunda completamente o olho, ou ter um olho que caracteriza-se por chuvas pesadas. Em todas as tempestades, entretanto, o olho é o local de pressão atmosférica mínima: a região em que a pressão atmosférica ao nível do mar é a mais baixa.

## Estrutura
Um ciclone tropical típico terá um olho de aproximadamente 30 a 65 km (20 a 40 milhas) de um lado a outro, geralmente situado no centro geométrico da tempestade. O olho pode ser limpo, claro, ou ter manchas de nuvens baixas (um olho limpo), pode ser preenchido com nuvens baixas e médias (um olho preenchido) ou pode ser preenchido por nebulosidade densa. Há, entretanto, muito pouco vento e chuva, especialmente próximo do centro. Isso está em claro contraste com as condições na parede do olho, que contém os ventos mais fortes da tempestade. Devido à mecânica de um ciclone tropical, o olho e o ar diretamente acima dele são mais quentes que seus arredores.
Embora normalmente bastante simétricos, os olhos podem ser oblongos e irregulares, especialmente com o enfraquecimento da tempestade. Um grande olho irregular é um olho não-circular que aparentar estar fragmentado, e pode ser um indicador de um ciclone tropical fraco ou em processo de enfraquecimento. Um olho aberto é um olho que pode ser circular, mas a parede do olho não circunda completamente o olho, indicando, também, um ciclone enfraquecido e privado de umidade. Ambas essas observações são usadas para estimar a intensidade dos ciclones tropicais via análise Dvorak. As paredes do olho são geralmente circulares, porém formas poligonais distintas variando de triângulos a hexágonos podem ocorrer ocasionalmente.
Ainda que tempestades maduras típicas possuam olhos com algumas dezenas de milhas de um lado a outro, tempestades rapidamente intensificadas podem desenvolver um olho extremamente pequeno, limpo e circular, algumas vezes referidos como "olho de buraco de alfinete". Tempestades com olhos desse tipo estão propensas a grandes flutuações de intensidade, além de proporcionarem grandes dificuldades e frustrações aos previsores do tempo.

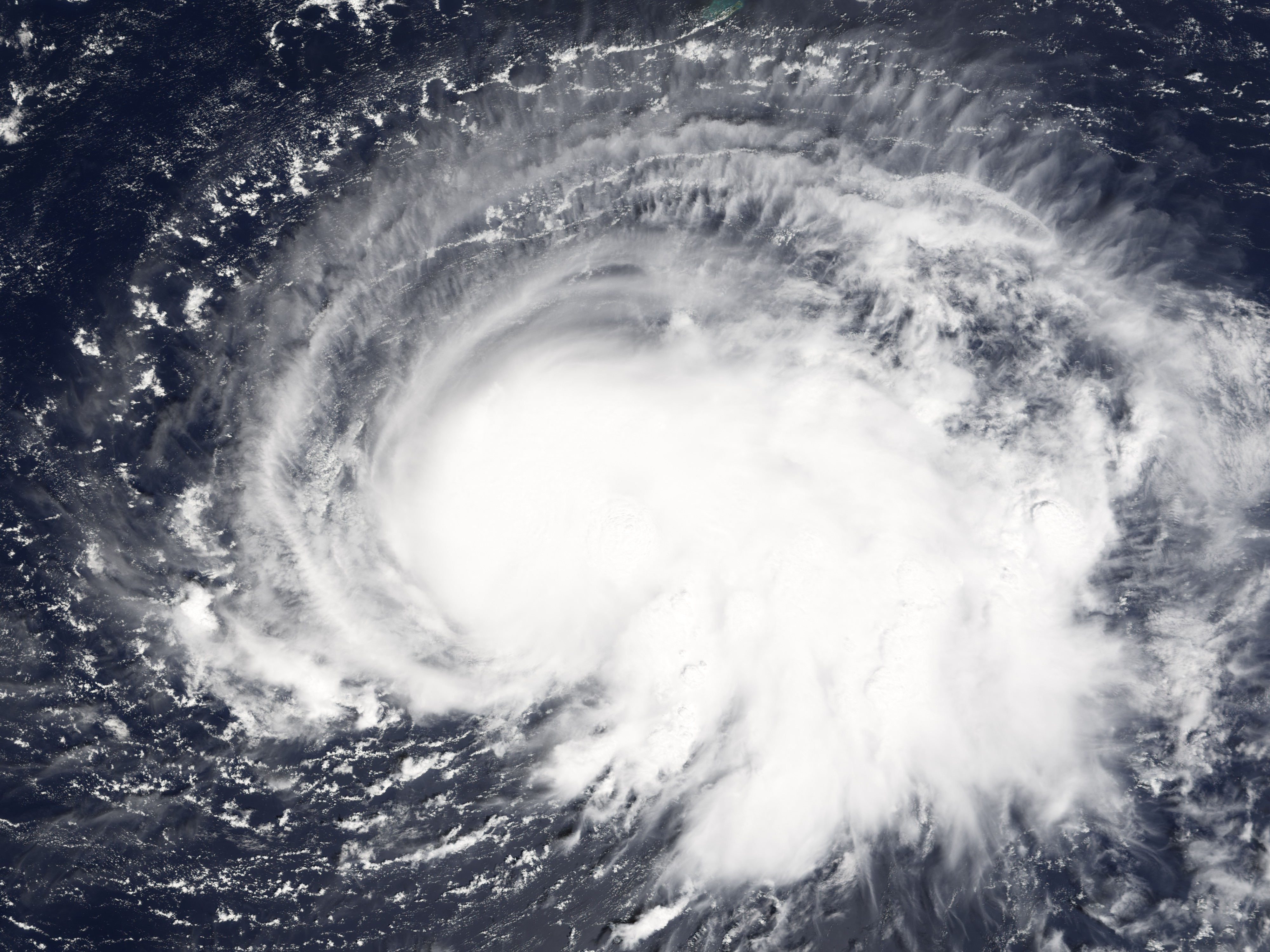
Furacão Nate, em imagem de 6 de setembro de 2005, com o olho cheio de nuvens.

Os olhos pequenos — aqueles com menos de 10 milhas náuticas (19 km ou 12 milhas) de um lado a outro — muitas vezes desencadeiam os "ciclos de reposição da parede do olho" (ou "ciclo de paredes do olho concêntricas"), onde uma nova parede do olho começa a se formar fora da parede original. Isso pode acontecer em qualquer lugar a partir de quinze a centenas de quilômetros (dez a algumas centenas de milhas) fora do interior do olho. A tempestade desenvolve duas paredes de olho concêntricas, ou um "olho no olho". Em muitos casos, a parede externa começa a se contrair logo após sua formação, o que sufoca o olho interno e resulta em um olho muito maior, porém mais estável. Embora o ciclo de reposição tenda a enfraquecer as tempestades nas quais ocorre, a nova parede do olho pode contrair-se rapidamente após a dissipação da antiga parede, permitindo que a tempestade se intensifique novamente. Isso pode desencadear outro ciclo de reposição da parede do olho.
Os olhos podem variar em tamanho, de 320 km (200 milhas) (tufão Carmen) a meros três quilômetros (duas milhas) (furacão Wilma) de um lado a outro. Embora seja raro tempestades com grandes olhos tornarem-se muito intensas, isso pode ocorrer, especialmente em furacões anulares. O furacão Isabel foi o décimo mais poderoso furacão atlântico registrado na história, mantendo um grande olho, de 65 a 80 km de diâmetro (40 a 50 milhas), por um período de vários dias.

## Formação e detecção

O ciclone tropical se forma quando a energia liberada pela condensação da umidade no ar causa um giro de retroalimentação positiva sobre as águas oceânicas mornas.

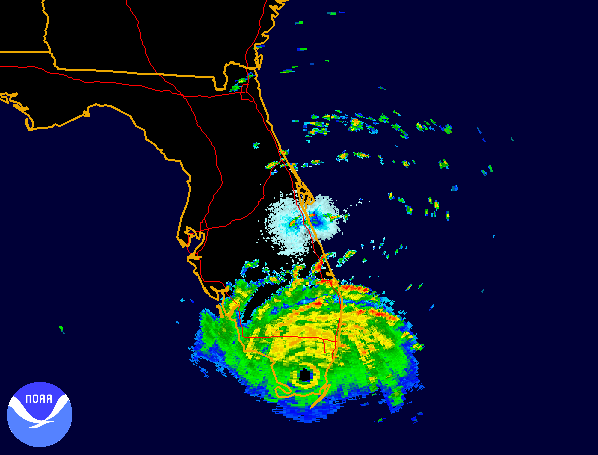
Geralmente, os olhos são fáceis de detectar usando radares meteorológicos. Esta imagem de radar do furacão Andrew mostra claramente o olho sobre o sul da Flórida.

Ciclones tropicais geralmente se formam das grandes e instáveis áreas de condições climáticas agitadas em regiões tropicais. À medida que as trovoadas se formam e se reúnem, a tempestade desenvolve colunas de nuvens que começam a rodar em volta de um centro comum. Quando a tempestade ganha força, um anel de forte convecção se forma a uma certa distância do centro de rotação da tempestade em formação. Uma vez que fortes trovoadas e chuvas pesadas marcam áreas de forte corrente ascendente de ar, a pressão atmosférica na superfície começa a cair e o ar começa a se intensificar nos níveis mais altos do ciclone. Isto resulta na formação de um anticiclone em nível superior, ou uma área de alta pressão atmosférica sobre a cobertura de nuvens central densa. Conseqüentemente, a maior parte deste ar acumulado flui para fora anticiclonicamente acima dos ciclones tropicais. Fora do olho em formação, o anticiclone nos níveis altos da atmosfera aumenta o fluxo para o centro do ciclone, empurrando ar para a parede do olho e causando um giro de retroalimentação positiva.
Entretanto, em vez de uma porção pequena do ar que se intensifica fluir para fora, flui para  dentro do centro da tempestade. Isso faz com que a pressão atmosférica se intensifique ainda mais, ao ponto em que o peso do ar neutraliza a força da corrente de ar no centro da tempestade. O ar começa a descer ali, criando uma área livre de chuva em sua maior parte; um olho recém-formado.
Há muitos aspectos desse processo que continuam sendo um mistério. Os cientistas não sabem por que um anel de convecção se forma ao redor do centro de circulação, em vez de em cima dele, ou por que o anticiclone de nível superior somente libera uma parte do excesso de ar acima da tempestade. Existem centenas de teorias quanto ao exato processo pelo qual o olho se força: tudo o que se sabe com certeza é que o olho é necessário aos ciclones tropicais para que estes atinjam ventos de alta velocidade.
A formação de um olho é quase sempre um indicador da organização e força crescentes do ciclone tropical. Devido a isso, os previsores do tempo assistem com atenção o desenvolvimento de tempestades para detectarem sinais de olhos em formação.
A detecção do olho, para tempestades com um olho limpo, é tão simples quanto olhar as imagens de satélites meteorológicos. Entretanto, para as tempestades com um olho cheio, ou um olho completamente coberto pela cobertura de nuvens central densa, outros métodos de detecção devem ser usados. Observações dos navios e caçadores de furacões podem identificar um olho visualmente, pela percepção de uma queda na velocidade do vento ou a falta de nuvens no centro da tempestade. Nos Estados Unidos da América, na Coreia do Sul e em alguns outros países, a rede de estações de radares Doppler NEXRAD pode detectar olhos próximos à costa. Satélites meteorológicos podem também transportar equipamentos de medição atmosférica de vapor de água e temperatura nas nuvens, que pode ser usado para detectar a formação de um olho. Além disso, cientistas descobriram recentemente que a quantidade de ozônio no olho é muito maior que na parede do olho, devido ao ar que desce proveniente da estratosfera, rica em ozônio. Instrumentos sensíveis ao ozônio realizam medições, que são usadas para observar a subida e descida de colunas de ar e fornecer a indicação da formação de um olho, antes mesmo de imagens de satélite poderem determinar sua formação.

## Fenômenos associados

### Ciclos de reposição da parede do olho

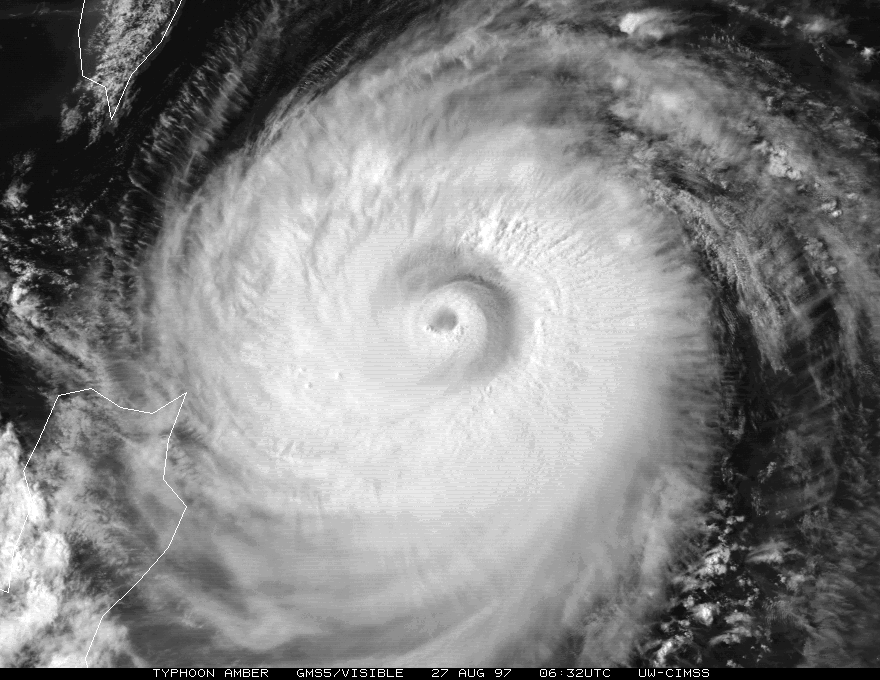
Uma foto de satélite do tufão Amber da temporada de tufões no Pacífico em 1997, exibindo uma parede do olho externa e outra interna enquanto o corre um ciclo de reposição da parede do olho.

Os ciclos de reposição da parede do olho, também chamados de ciclo de paredes do olho concêntricas, ocorrem naturalmente em ciclones tropicais intensos, geralmente com ventos maiores que 185 km/h (115 mph) ou furacões maiores (categoria 3 ou superior). Quando os ciclones tropicais atingem o limiar dessa intensidade, e a parede do olho contrai-se ou já é suficientemente pequena (ver acima), algumas das colunas de nuvens externas podem reforçar-se e organizar-se em um anel de trovoadas — uma parede do olho externa — que move-se lentamente para dentro e rouba da parede do olho interna sua necessária umidade e momentum angular. Uma vez que os ventos mais fortes localizam-se na parede do olho do ciclone, o ciclone tropical geralmente enfraquece durante essa fase, visto que a parede interna é "chacoalhada" pela parede externa. Conseqüentemente, a parede do olho externa substitui completamente a interna, e a tempestade pode intensificar-se novamente.
A descoberta deste processo foi parcialmente responsável pelo fim do experimento do governo americano de modificação de furacões, o Project Stormfury. Este projeto havia se disposto a semear nuvens fora da parede do olho, causando uma nova parede do olho e enfraquecendo a tempestade. Quando foi descoberto que isso era um processo natural, devido à dinâmica dos furacões, o projeto foi rapidamente abandonado.
Quase todo furacão intenso sofre ao menos um desses ciclos durante sua existência. O furacão Allen em 1980 passou por repetidos ciclos de reposição da parede do olho, flutuando entre as categorias 5 e 3 da escala Saffir-Simpson várias vezes. O furacão Julliete foi um raro caso documentado de parede do olho tripla.

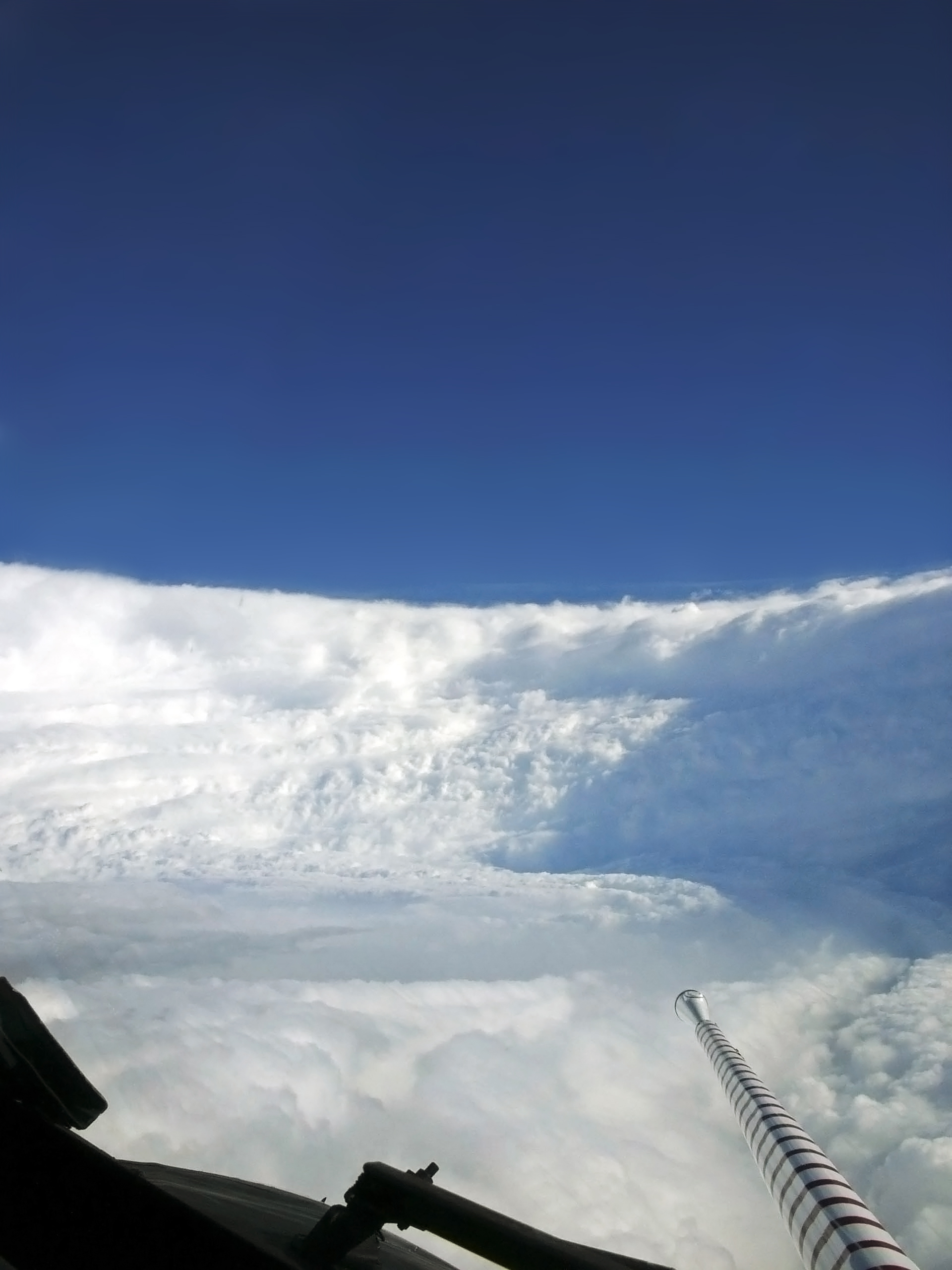
Foto da parede do olho do furacão Katrina, tirada em 28 de Agosto de 2005, antes de a tempestade atingir a costa dos Estados Unidos.

### Fossos
Um fosso de um ciclone tropical é um nítido anel ao redor da parede do olho, ou entre paredes concêntricas do olho, caracterizado pela lenta descida de ar, com pouca ou nenhuma precipitação, e um fluxo de deformação relativa controlada. O fosso entre as paredes do olho é apenas um exemplo da zona de rápida filamentação ou a área da tempestade onde a velocidade rotacional do ar muda bastante em proporção à distância do centro da tempestade. Essas regiões de deformação relativa controlada podem ser potencialmente encontradas perto de qualquer vórtice com força suficiente, mas não são manifestadas em ciclones tropicais fortes.

### Mesovórtices da parede do olho
Mesovórtices da parede do olho são características rotatórias de pequena escala encontradas nas paredes do olho de ciclones tropicais intensos. São similares, em princípio, a pequenos "vórtices de sucção", freqüentemente observados em vários tornados de vórtices múltiplos. Nesses vórtices, a velocidade do vento pode ser até 10% superior do que no resto da parede do olho. Os mesovórtices da parede do olho são mais comuns durante os períodos de intensificação nos ciclones tropicais.
Freqüentemente, os mesovórtices da parede do olho apresentam comportamento incomum em ciclones tropicais. Eles geralmente giram em torno do centro de baixa pressão, mas às vezes permanecem imóveis. Os mesovórtices têm sido até documentados atravessando o olho de uma tempestade. Esses fenômenos vêm sendo provados empiricamente, experimentalmente e teoricamente.
Os mesovórtices da parede do olho são um fator significativo na formação de tornados, após os ciclones tropicais tocarem a terra. Os mesovórtices podem produzir, pela rotação, trovoadas próprias (um mesociclone), que levam a uma atividade como de tornado. Quando tocam a terra, gera-se um atrito entre ela e a circulação do ciclone tropical. Isso pode permitir que os mesovórtices desçam para a superfície, causando grandes eclosões de tornados.

### Efeito estádio

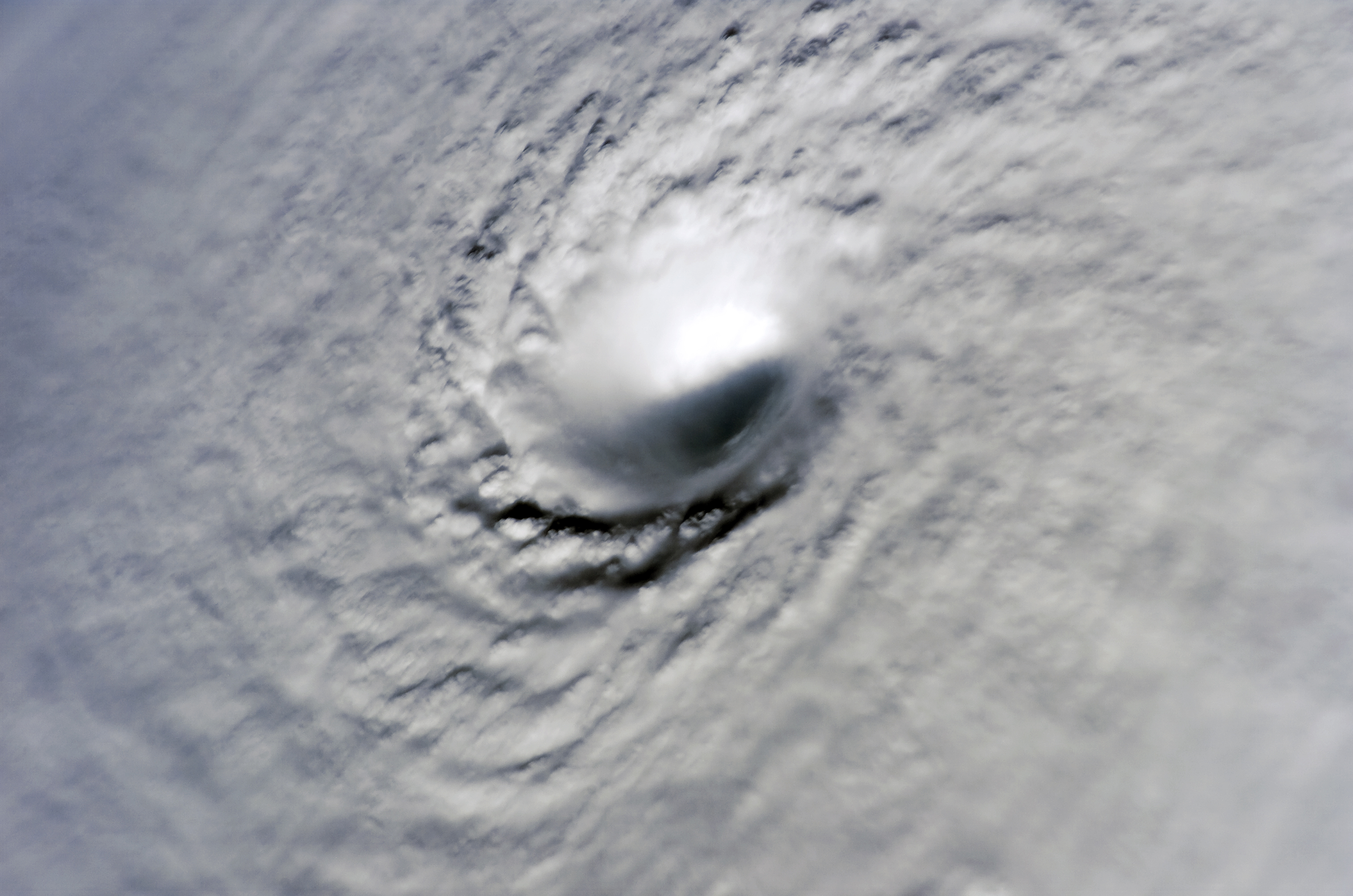
Uma foto do olho do furacão Wilma, tirada às 08h22 CDT (13h22 UTC) de 19 de outubro de 2005 pela tripulação a bordo da Estação Espacial Internacional. À época, Wilma era o mais forte furacão atlântico da história, com uma pressão central mínima de apenas 882 mbar (661,92 mmHg).
Este não é apenas um exemplo clássico de um olho de buraco de alfinete, mas também do efeito estádio, onde a parede do olho inclina-se para fora e para cima.

O efeito estádio é um fenômeno observado em ciclones tropicais fortes. Trata-se de uma ocorrência bastante comum, em que as nuvens da parede do olho curvam-se para fora à medida que aumentam sua altitude. Isto dá ao olho uma aparência semelhante a uma cúpula aberta a partir da atmosfera, parecida com um estádio. Um olho é sempre maior no topo da tempestade, e menor na parte mais baixa desta porque o aumento da atmosfera na parede do olho segue isolinhas de igual momentum angular, que também inclinam-se para fora com a altitude. Esse fenômeno refere-se às características dos ciclones tropicais com olhos muito pequenos, onde o fenômeno da inclinação é muito mais acentuado.

## Riscos
Embora o olho seja, de longe, a porção mais calma da tempestade, sem vento no centro e céu normalmente limpo, é possivelmente a região mais perigosa sobre o oceano. Na parede do olho, ondas impulsionadas pelo vento deslocam-se todas na mesma direção. No centro do olho, entretanto, convergem ondas de todas as direções, criando cristas irregulares que podem formar-se umas sobre as outras, originando os vagalhões. A altura máxima das ondas de furacão são desconhecidas, mas medições do furacão Ivan, quando este era um furacão categoria quatro, estimaram que ondas próximas à parede do olho ultrapassavam os 40 metros (130 pés) do pico ao vale. Some-se a isso que pode ocorrer alguma maré de tempestade, sendo que as marés ciclônicas muitas vezes estendem-se para o olho.
Um erro comum, especialmente em regiões onde furacões são raros, é o de residentes percorrerem o lado de fora dos abrigos para inspecionar os danos, enquanto o olho passa por cima, pensando ter acabado a tempestade. Eles são então apanhados completamente de surpresa pelos ventos violentos no lado oposto da parede do olho. O Serviço Nacional de Meteorologia dos Estados Unidos desencoraja veementemente que se deixem os abrigos enquanto o olho passa.

## Outras tempestades
Ainda que apenas ciclones tropicais possuam estruturas que são oficialmente chamadas "olhos", existem outras tempestades que podem exibir estruturas semelhantes a um olho:

### Baixas polares
As baixas polares são sistemas climáticos de mesoescala (tipicamente menor do que 1 000 km ou 600 milhas de ponta a ponta) encontrados nos pólos. Tal como os ciclones tropicais, elas formam-se sobre água relativamente morna, podendo apresentar convecção profunda (trovoadas) e ventos de escala forte (51 km/h, 32 mph) ou maior. Diferentemente das tempestades de natureza tropical, entretanto, as baixas polares desenvolvem-se em temperaturas muito frias e latitudes muito altas. Elas também são menores e duram por períodos curtos (perdurando pouco mais do que um ou dois dias). Apesar dessas diferenças, podem ter estrutura muito semelhante à de ciclones tropicais, caracterizando claramente um olho rodeado por uma parede do olho e colunas de chuva/neve.

### Tempestades extratropicais

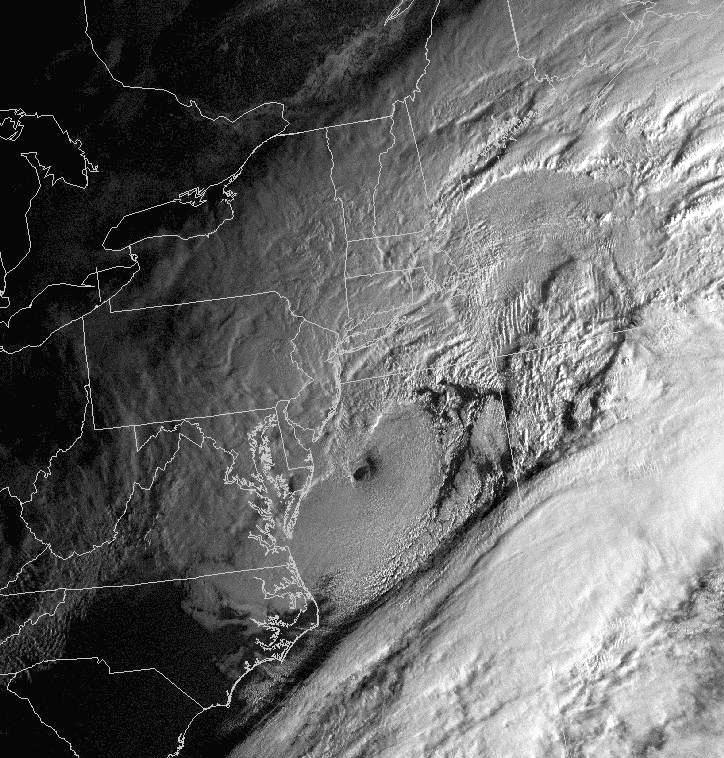
A Nevasca da América do Norte de 2006, uma tempestade extratropical, mostrou uma estrutura semelhante a um olho em seu pico de intensidade (aqui visto apenas a leste da Península de Delmarva).

Tempestades extratropicais são regiões de baixa pressão que existem na fronteira entre diferentes massas de ar. Quase todas as tempestades encontradas nas latitudes médias são extratropicais por natureza, incluindo as clássicas tempestades nor'easter norte-americanas e as tempestades de vento européias. A mais severa destas pode ter um "olho" claramente formado no local de menor pressão atmosférica, embora seja geralmente cercado por baixas nuvens não-convectivas e encontrado perto da extremidade posterior da tempestade.

### Tempestades subtropicais
Tempestades subtropicais são ciclones que possuem algumas características extratropicais e tropicais. Como tal, elas podem ter um olho, mas não são tempestades tropicais de verdade. Tempestades subtropicais podem ser muito perigosas, com fortes ventos e marés, e muitas vezes evoluem para tempestades tropicais verdadeiras. Assim, em 2002 o Centro Nacional de Furacões dos Estados Unidos começou a incluir as tempestades subtropicais em seu sistema de nominação.

### Tornados
Os tornados são tempestades destrutivas de menor escala, que produzem os ventos mais rápidos sobre a terra. Existem dois principais tipos — tornados de um único vórtice, que consistem em uma única coluna de ar em parafuso, e tornados de vórtices múltiplos, que consistem de pequenos vórtices de sucção, assemelhando-se a mini-tornados, todos girando em torno de um centro comum. Teoriza-se que esses dois tipos de tornados possuem centros calmos, referidos por alguns meteorologistas como "olhos". Essas teorias são corroboradas por observações de radar Doppler e narrativas de testemunhas oculares.

### Tempestades extraterrestres

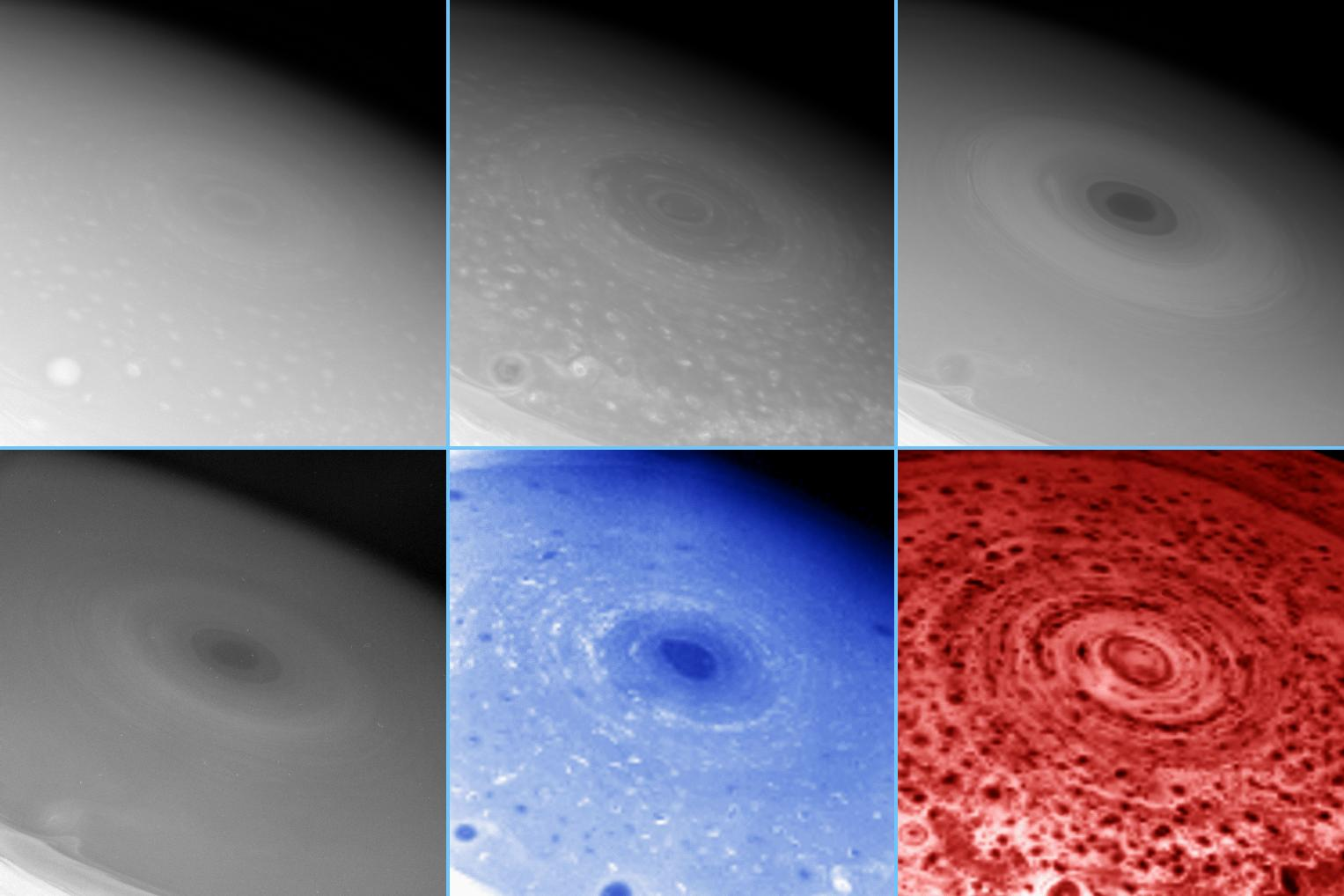
Uma tempestate semelhante a um furacão no pólo sul de Saturno exibindo uma parede do olho de dezenas de quilômetros de altura.

Em novembro de 2006 a NASA relatou que a espaçonave Cassini observou uma tempestade 'semelhante a um furacão', fixada sobre o pólo sul de Saturno, e que possuía uma clara e definida parede do olho. Essa observação é particularmente notável porque as nuvens da parede do olho não haviam sido observadas em nenhum planeta que não a Terra (incluindo um fracasso na observação de uma parede do olho na Grande Mancha Vermelha de Júpiter pela espaçonave Galileu).